# HD 38358
HD 38358，又名BD+42 1396，SAO 40609、HR 1979，是一颗恒星，视星等为6.29，位于銀經168.49，銀緯7.29，其B1900.0坐标为赤經5h 40m 5.1s，赤緯+42° 7.29′ 22″。